# Conjunt quocient
En matemàtiques, un espai quocient és un terme que fa referència a una certa estructura matemàtica que es deriva d'una altra en la qual s'ha definit una relació d'equivalència.
De manera més precisa, si X és una estructura matemàtica en el qual es defineix una relació d'equivalència ~, llavors l'espai quocient X/~ és l'estructura matemàtica induïda en el conjunt de classes d'equivalència amb les operacions entre classes d'equivalència obtingudes de manera canònica a partir de les corresponents en X. Se simbolitza com {\displaystyle X/\!\!\sim \ \mathop {\stackrel {\text{def}}{=}} \ \left\{[x]_{\sim }\,;\,x\in X\right\}}.
Un cas habitual es refereix al cas en què Y és una subestructura de X (per exemple, un subespai vectorial, un subgrup, un subespai topològic, etc.). En tal cas, l'espai quocient de la relació d'equivalència associada se sol denotar com a X/Y.

## Exemples notables

### Conjunt quocient
Si A és un conjunt i ~ una relació d'equivalència, llavors les classes d'equivalència formen una partició del conjunt A.
Les classes d'equivalència de la relació integren entre si un nou conjunt, denominat conjunt quocient i denotat A/~.
Exemple
Consideri's el conjunt A de persones d'una oficina. La relació
 {\displaystyle X\sim Y} quan {\displaystyle X} té el mateix primer cognom que {\displaystyle Y} 
és una relació d'equivalència en A i indueix una partició de les persones de l'oficina en grups separats depenent del seu primer cognom.
Llavors el conjunt dels primers cognoms de les persones de l'oficina és el conjunt quocient de les persones de l'oficina entre la relació d'equivalència.
Si, per exemple, en l'oficina es troben les persones
{Joan Font, Isabel Costa, Maria Font, Manel Riera, Antònia Valls, Artur Costa}
llavors les classes d'equivalència són
[Font] = {Joan Font, Maria Font}
[Costa] = {Isabel Costa, Artur Costa}
[Riera] = {Manel Riera}
[Valls] = {Antònia Valls}
...i el conjunt quocient d'aquesta relació d'equivalència és
{\displaystyle A/\!\!\sim \ =\ \{[{\text{Font}}],[{\text{Costa}}],[{\text{Riera}}],[{\text{Valls}}]\}}
Exemple
Si en el conjunt dels nombres enters {\displaystyle \mathbb {Z} } es defineix la relació {\displaystyle a\sim b} quan {\displaystyle a-b} sigui un múltiple de 5, llavors les classes d'equivalència són:
{\displaystyle [0]=\{\ldots ,-15,-10,-5,0,5,10,15,\ldots \}}
{\displaystyle [1]=\{\ldots ,-14,-9,-4,1,6,11,16,\ldots \}}
{\displaystyle [2]=\{\ldots ,-13,-8,-3,2,7,12,17,\ldots \}}
{\displaystyle [3]=\{\ldots ,-12,-7,-2,3,8,13,18,\ldots \}}
{\displaystyle [4]=\{\ldots ,-11,-6,-1,4,9,14,19,\ldots \}}
i, per tant, el conjunt quocient té cinc elements:
{\displaystyle A/\!\!\sim \ =\ \{[0],[1],[2],[3],[4]\}}
Exemple
Suposi's que el parell ordenat (a, b) és un element de ℤ×ℤ* amb b≠0. Es defineix (a, b) ~ (c, d) si i només si ad = bc. Aquesta relació és d'equivalència en ℤ×ℤ*. Per exemple, { (x, y) ~ (2, 5) } = { (2, 5), (4, 10), (6, 15), (8, 20), (10, 25)... }:= [2, 5], que és el seu element canònic.
El conjunt quocient ℤ×ℤ*/~ és el conjunt ℚ dels nombres racionals.

### Grup quocient
Si G és un grup i H és un subgrup de G, llavors la relació {\displaystyle ab^{-1}\in H} és una relació d'equivalència, les classes d'equivalència de la qual són les classes laterals (per l'esquerra) del subgrup H.
En aquest cas, el conjunt quocient es denota G/H i es pot induir una estructura de grup en G/H de manera canònica a partir de l'operació de G:
Si aH i bH són dues classes d'equivalència, es defineix el producte (aH)(bH) com l'operació que té per resultat la classe lateral (ab)H.
Amb aquesta operació, G/H adquireix estructura de grup, el qual es denomina grup quocient.
Es poden realitzar construccions similars per a anells, mòduls i altres estructures algebraiques.

### Espai vectorial quocient
En àlgebra lineal, l'espai vectorial quocient E/F d'un espai vectorial E per un subespai vectorial F és l'estructura natural d'espai vectorial sobre el conjunt quocient de E per la relació d'equivalència: v està relacionat amb w si i només si v-w pertany a F.

### Espai topològic quocient
Si X es un espai topològic i {\displaystyle p:X\to Y} es una funció exhaustiva, llavors és possible induir una topologia T en Y a partir de la topologia de X:
A és un conjunt obert en la topologia de Y si {\displaystyle p^{-1}(A)} és un conjunt obert de X.
Hom diu que la topologia de Y és la topologia quocient induïda per p.
Ara, consideri's una partició {\displaystyle {\bar {X}}} de {\displaystyle X} en classes disjuntes (és a dir, consideri's una relació d'equivalència). La funció {\displaystyle p:X\to {\bar {X}}} que assigna cada punt de {\displaystyle X} a la classe d'equivalència que el conté és una funció exhaustiva.
L'espai {\displaystyle {\bar {X}}} amb la topologia quocient induïda per p es denomina espai quocient de X (induït per la relació d'equivalència).
Informalment, aquesta construcció correspon a la identificació de tots els punts de la classe d'equivalència en un mateix punt, per la qual cosa a l'espai quocient també se'l coneix com a espai d'identificació o espai de descomposició de X.